# 1917 Cuyo
Az 1917 Cuyo (ideiglenes jelöléssel 1968 AA) egy földközeli kisbolygó. Carlos Ulrrico Cesco,  A. G. Samuel fedezte fel 1968. január 1-jén.